# Sarcolobus narcoticus
Sarcolobus narcoticus är en oleanderväxtart som beskrevs av Friedrich Anton Wilhelm Miquel. Sarcolobus narcoticus ingår i släktet Sarcolobus och familjen oleanderväxter. Inga underarter finns listade i Catalogue of Life.